# Ben Woolf
Benjamin Eric Woolf, detto Ben (Fort Collins, 15 settembre 1980 – Los Angeles, 23 febbraio 2015), è stato un attore statunitense.

## Biografia
Ben Woolf era affetto da nanismo ed era alto 1,34 metri. È morto all'età di 34 anni dopo essere stato urtato dallo specchietto di un'auto.

## Filmografia

### Cinema
- Insidious, regia di James Wan (2010)
- Woggie, regia di Abe R. Rated (2012)
- Unlucky Charms, regia di Charles Band (2013)
- Dead Kansas, regia di Aaron K. Carter (2013)
- Haunting Charles Manson, regia di Mick Davis – cortometraggio (2013)
- Charlie Is My Darlin', regia di Mick Davis (2014)
- Tales of Halloween, regia di registi vari (2015)

### Televisione
- TV Face – serie TV, episodi 1x01-1x34 (2007)
- American Horror Story – serie TV, 5 episodi (2011 e 2015)
- Eagleheart – serie TV, episodio 2x05 (2012)
- TMI Hollywood – serie TV, episodio 6x01 (2015)